# Jules Diouf
Jules Diouf (sinh ngày 5 tháng 3 năm 1992) là một cầu thủ bóng đá người Pháp, thi đấu ở vị trí hậu vệ cho Penafiel.

## Sự nghiệp câu lạc bộ
Diouf có màn ra mắt cho Mafra ngày 21 tháng 2 năm 2016 trước Leixões trong chiến thắng 1–0, thi đấu hết 90 phút và ghi 1 bàn thắng.
Vào tháng 6 năm 2016, Diouf ký hợp đồng cho Penafiel.

## Đời sống cá nhân
Diouf là người gốc Sénégal.